# Diphyllostomatidae
Famille
Les Diphyllostomatidae sont une famille de coléoptères d'environ 3 espèces. Elle appartient à la super-famille des Scarabaeoidea (scarabées). La famille est endémique dans le nord-ouest de la Californie. 

## Description
Les espèces appartenant à cette famille mesurent entre 5 et 9 millimètres de long.

## Taxinomie
Cette famille ne comprend qu'une sous-famille : Diphyllostomatinae (Holloway, 1972) ne comportant qu'un seul genre : Diphyllostoma Fall, 1901.

### Liste des espèces
D'après BioLib (29 janv. 2017) :
- Diphyllostoma fimbriata (Fall, 1901)
- Diphyllostoma linsleyi Fall, 1932
- Diphyllostoma nigricollis Fall, 1912